# 卡普龍 (伊利諾伊州)
卡普龍（英語：Capron）是位於美國伊利諾伊州布恩縣的一個村落。

## 地理
卡普龍的座標為42°23′52″N 88°44′23″W / 42.39778°N 88.73972°W，而該地最高點為海拔高度278米（即912英尺）。

## 人口
根據2010年美國人口普查的數據，卡普龍的面積為2.00平方千米，當中陸地面積為2.00平方千米，而水域面積為0.00平方千米。當地共有人口1376人，而人口密度為每平方千米688人。